# 하프라이프: 블루 쉬프트
《하프라이프: 블루 쉬프트》(영어: Half-Life: Blue Shift)는 사이언스 픽션의 1인칭 슈팅 게임으로 밸브 코퍼레이션의 하프라이프를 원작으로 기어박스 소프트웨어가 제작한 두 번째 확장팩이며, 2001년 6월 1일 시에라 스튜디오가 발매하였다. 원작인 하프라이프에서 주인공 '고든 프리맨'의 동료였던 블랙 메사 연구소 경비 요원 '바니 칼훈'을 주인공으로 하여 게임을 진행한다. 그리고 하프 라이프의 스토리 작가 Marc Raidlaw에 따르면, 하프 라이프 2에 등장시킨 바니는 블루 쉬프트의 바니가 아니고 그저 수많은 경비원 중 한 명이라고 한다. 또한, 하프 라이프의 확장팩들은 아직 그 스토리가 공식인지 공식이 아닌지 확정되지 않은 상태이다. 그러므로 시나리오 작가가 하프 라이프의 이후 시리즈에 확장팩에 나왔던 것들을 등장시키느냐 마냐에 따라서 확장팩의 스토리가 공식인지 아닌지가 갈린다고 한다.

## 챕터
- 1. 숙소를 떠나며 (Living Quarters Outbound) : 주인공인 바니 칼훈이 숙소를 떠나 3구역으로 향한다.
- 2. 불안정함 (InsecurIty) : 3구역에서 그는 몇 가지 물건을 챙기고 G구역 승강기를 작동시키러 간다.
- 3. 의무 (Duty Calls) : 사고가 발생하고 깨어나 그는 한 과학자에게 운하를 거쳐가라는 소리를 듣는다.
- 4. 억류된 화물 (Captive Freight) : 운하를 거쳐 그는 블랙 메사 화물칸에 도착하는데, 한 과학자에게 '로젠버그 박사'를 찾으라는 조언을 듣게 된다.
- 5. 초점 (Focal Point) : 로젠버그 박사는 다른 동료 연구원과 함께 텔레포트 장치를 사용하여 탈출하기로 계획하고, 칼훈에게 텔레포트 장치를 다시 조정 하기 위해 젠으로 가 달라고 부탁한다.
- 6. 권력 투쟁 (Power Struggle) : 설치된 텔레포트 중개소를 조정하게 된다.
- 7. 희망의 급증 (A Leap of Faith) : 모든 준비가 완료되고 모두들 차례대로 탈출하나 마지막에 바니가 탈출할 때 기계가 고장 나게 된다.
- 8. 구조 (Deliverance) : 바니는 안전하게 동료 과학자들이 있는 곳으로 이동하지만 '무한 공명 텔레포트'에 의하여 다른 곳으로도 이동되었다. 그러나 매우 운이 좋게도 다시 원래 자리로 돌아와 로젠버그 박사 일행과 함께 SUV에 탑승하여 블랙메사를 탈출하게 된다.

## 평가
| 평가 |                     |
| --- | ------------------- |
| 통합 점수 통합사 점수 게임랭킹스 67.40% (35 reviews) [ 2 ] 메타크리틱 71/100 (19 reviews) [ 3 ] 평론 점수 평론사 점수 유로게이머 6/10 [ 4 ] 게임스팟 7/10 [ 5 ] 게임스파이 70% [ 6 ] IGN 7/10 [ 7 ] PC 존 78% [ 8 ] |                     |
| 통합 점수 |                     |
| 통합사 | 점수                |
| 게임랭킹스 | 67.40% (35 reviews) |
| 메타크리틱 | 71/100 (19 reviews) |
| 평론 점수 |                     |
| 평론사 | 점수                |
| 유로게이머 | 6/10                |
| 게임스팟 | 7/10                |
| 게임스파이 | 70%                 |
| IGN | 7/10                |
| PC 존 | 78%                 |